# Trichospermum fletcheri
Trichospermum fletcheri är en malvaväxtart som beskrevs av Kostermans. Trichospermum fletcheri ingår i släktet Trichospermum och familjen malvaväxter. Inga underarter finns listade i Catalogue of Life.